# Wolves of the Sea

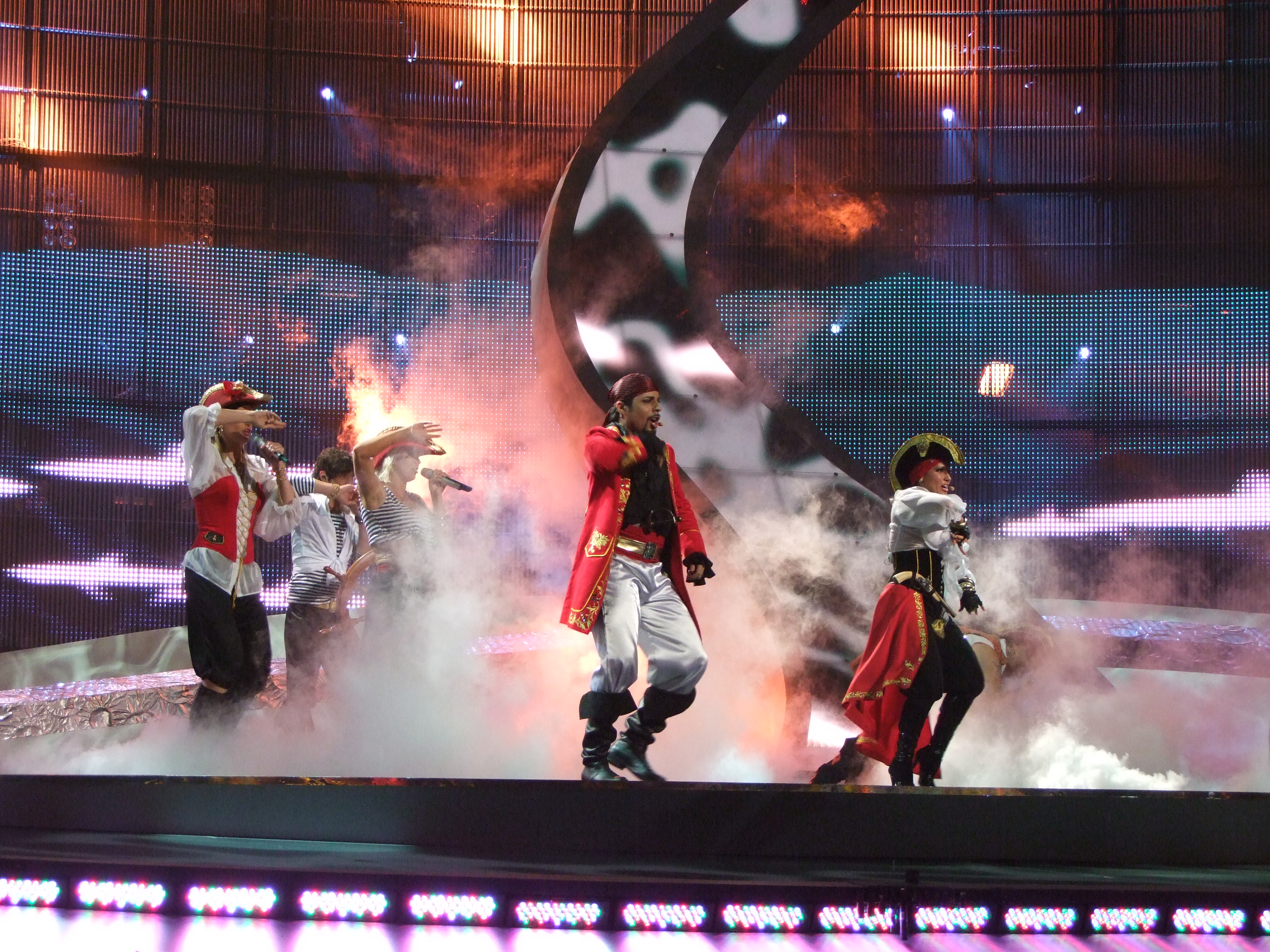

Wolves of the Sea (перевод с англ. — «Морские волки») — песня, с которой 22 мая 2008 года группа Pirates of the Sea представили Латвию на международном песенном конкурсе «Евровидение-2008». Авторы песни: Йонас Либерг, Йохан Зален, Клаэс Андреассон, Торбьёрн Вассениус. Песня заняла двенадцатое место с 83 баллами в финале, а во втором полуфинале конкурса — шестое место с 86 баллами.
В 2008 году шотландская power-folk metal группа Alestorm записала свой вариант этой песни в рок-обработке.